# Mũi nhọn thiết giáp
Mũi nhọn thiết giáp là một chiến thuật tấn công theo đội hình của xe chiến đấu bọc thép, chủ yếu là xe tăng, bố trí ở mặt trước của một lực lượng tấn công trong một trận đánh. Ý tưởng là tập trung càng nhiều hỏa lực vào một vị trí nhỏ càng tốt, vì vậy bất kỳ lực lượng địch nào trước mặt họ cũng sẽ bị áp đảo. Khi đội hình mũi nhọn di chuyển về phía trước, các đơn vị bộ binh theo sau trong khoảng cách trống trải phía sau ở hai bên của đường tiến lên nhằm bảo vệ sườn.